# Gez
Gez é uma comuna francesa na região administrativa de Occitânia, no departamento dos Altos Pirenéus. Estende-se por uma área de 3,89 km². Em 2010 a comuna tinha 342 habitantes (densidade: 87,9 hab./km²).